# Raimundo de Brito
Raimundo Mendes de Brito GOMM (Acajutiba, 27 de agosto de 1948) é um advogado e político brasileiro. Foi ministro de Minas durante o governo Fernando Henrique Cardoso.
Formado em direito pela Universidade Federal da Bahia.
Foi nomeado ministro de Minas e Energia no governo Fernando Henrique Cardoso, de 1 de janeiro de 1995 a 1 de janeiro de 1999. Em seu primeiro ano como ministro, foi admitido por FHC à Ordem do Mérito Militar no grau de Grande-Oficial especial.